# Treville (Castelfranco Veneto)
Treville è una frazione del comune italiano di Castelfranco Veneto, in provincia di Treviso.

## Geografia fisica
È localizzata a sudovest del capoluogo comunale, tra Castelfranco stessa e Sant'Andrea oltre il Muson. Unico corso d'acqua di rilievo è il torrente Muson dei Sassi che scorre in direzione nord-sud a levante del centro.
Il territorio della frazione comprende anche le località Soranza, Poisolo (entrambe poste a nord lungo la strada per San Martino di Lupari) e Panigaia (a sud, in direzione Loreggiola).

## Storia
A parte la presenza di un cippo terminale romano in località Soranza, a Treville scarseggiano i reperti di epoca antica. Ciò fa supporre che la storia del paese coincida con quella della sua chiesa, le cui origini si collocano probabilmente in epoca feudale.
Il titolo parrocchiale di San Daniele de tribus villis, da cui si è poi originato il nome del paese, allude alle pertinenze della chiesa stessa che comprendeva anche le località di San Colombano (attuale Soranza) e di Sant'Andrea oltre il Muson.
Nello stesso periodo Treville assumeva importanza anche dal punto di vista politico con l'erezione di un castello della famiglia Camposampiero. Costruito nell'XI secolo, fu al centro delle lotte che opposero la casata ai da Romano (nel 1246 Ezzelino III distrusse il villaggio di San Colombano) e, una volta passato sotto il controllo della Serenissima, venne distrutto perché non potesse essere utilizzato da eventuali ribelli.
Nel 1317 i Soranzo acquistano terreni nell'omonima località di Soranza, l'antico villaggio medievale di San Colombano. Nel 1540, per volere di Alvise Soranzo, fecero progettare a Michele Sanmicheli una Villa, distrutta nel 1818 e a cui sopravvivono solamente una delle due barchesse. Era decorata da affreschi di Paolo Veronese e Giovan Battista Zelotti ora visibili nella sagrestia del duomo di Castelfranco Veneto. Anche i Corner sono presenti a Poisolo e S. Andrea Oltre il Muson nel 1358. Nel 1530 un'altra famiglia veneziana, Priuli, fa costruire a Treville nei pressi della chiesa parrocchiale una splendida villa.
Nel 1801 nella località di Poisolo avvenne uno scontro tra soldati austriaci e francesi.

## Monumenti e luoghi d'interesse

### Chiesa di San Daniele
La prima notizia sulla chiesa di San Daniele, parrocchiale del paese, è contenuta in un documento del 1242: in quell'anno i rappresentanti della vicinia di Treville si erano radunati sotto il portico del luogo sacro per giurare fedeltà al podestà di Treviso.
Già filiale del monastero di Santa Maria del Piave, l'8 luglio 1475 è divenuta a sua volta pieve sui juris con giurisdizione sulla cappella di Sant'Andrea oltre il Muson.
La chiesa conserva all'interno una pregevolissima predella lignea su cui è rappresentato, ad intaglio laccato e dorato, un trittico con il Salvatore, San Daniele e San Giovanni Battista. L'altarolo è completato alla base da alcuni riquadri recano delle Storie di Cristo (i colori ricordano le ceramiche robbiesche), mentre le rimanenti parti lignee mostrano l'Annunciazione e il Padreterno nella parte fastigiale e, sopra le volute che collegano questa al trittico, cherubini e angeli musicanti. L'opera dovrebbe essere cinquecentesca e presenta delle influenze fiorentine che erano ravvisabili anche nella vicina villa Priuli, oggi scomparsa.
Proprio da villa Priuli dovrebbe provenire un lavello in pietra d'Istria scolpito con rilievi floreali e putti. Lo stile, una rilettura dell'arte tardo-antica in chiave umanistica, rimanda alle novità artistiche del Mantegna, introdotte nella scultura veneziana da Pietro e Tullio Lombardo.

### Capitelli
Nel territorio di Treville sono presenti numerosi capitelli. In particolare si cita il capitello dedicato alla "Madonna della salute" sito nel colmello storico tra via Comunetto e via Muson dei sassi.

### Barchessa di villa Soranza
È parte residuale delle cinquecentesca Villa Soranza dell’architetto Michele Sanmicheli il cui ciclo pittorico al suo interno venne affidato dall’architetto stesso ai pittori Paolo Caliari detto Veronese e Giambattista Zelotti . La villa venne demolita nel 1817

## Eventi
Nel territorio di Treville vengono tenute alcune sagre paesane.
- Sagra del paese tenuta presso il campo sportivo nelle prime settimane di luglio.
- Sagra del peperone di Panigaia tenuta presso la località omonima tra l'ultima settimana di agosto e prima settimane di settembre.
- Sagra della Madonna del Rosario, organizzata dalla comunità parrocchiale.

## Sport
Nel paese sorge la squadra Treville Sant'Andrea Calcio, che milita nella Seconda Categoria Veneta.